# Loučeň - hotel Jivák
Loučeň - hotel Jivák este o arie protejată (arie specială de conservare — SAC, sit de importanță comunitară — SCI) din Republica Cehă întinsă pe o suprafață de 0,03 ha, integral pe uscat.

## Localizare
Centrul sitului Loučeň - hotel Jivák este situat la coordonatele 50°16′35″N 14°59′31″E / 50.276389°N 14.991944°E.

## Înființare
Situl Loučeň - hotel Jivák a fost declarat sit de importanță comunitară în aprilie 2005 pentru a proteja 1 specie de animale. Situl a fost protejat și ca arie specială de conservare în iunie 2017.

## Biodiversitate
Situată în ecoregiunea continentală, aria protejată nu include niciun habitat protejat.
La baza desemnării sitului se află o specie protejată de  mamifere: liliac comun (Myotis myotis).